# Tempesta d'amore
Tempesta d'amore (Sturm der Liebe) è una soap opera tedesca creata da Bea Schmidt e trasmessa dal 26 settembre 2005 sull'emittente nazionale Das Erste.
In Italia ha esordito il 5 giugno 2006 su Canale 5 e dal 2 luglio 2007 è trasmessa da Rete 4; a partire dalla puntata 447 è in formato 16:9, mentre dalla n. 1388 viene girata in alta definizione. Ha superato le 4000 puntate nel 2023.

## Trama

### Prima stagione (1-313)
I personaggi principali della prima stagione sono Laura Mahler e Alexander Saalfeld. Lei è una brava pasticciera, lui il direttore amministrativo, figlio maggiore dei coniugi Saalfeld, proprietari del rinomato hotel Fürstenhof. Werner Saalfeld, padre di Alexander, scopre di essere anche il padre naturale di Laura, nata da una sua relazione con Susanne, la madre della ragazza, morta nel darla alla luce; quindi i due giovani non possono avere una relazione, essendo fratelli. In realtà ben presto si scopre che Alexander non è figlio di Werner, bensì di Alfons Sonnbichler, portiere dell'hotel, che in passato ha avuto un legame con Charlotte Saalfeld; così i due giovani - dopo che lei è stata fidanzata con il medico dell'hotel Gregor Bergmeister e ha scoperto di essere incinta (ma il padre risulterà essere Alexander, dato che Gregor non può avere figli), possono finalmente sposarsi e partono alla volta di Bruxelles, dove nascerà la loro bambina Hannah. Alexander riappare nella seconda stagione per qualche puntata, per assistere il fratello Robert che ha subito un'operazione; mentre Laura, sempre assieme al fratello Robert (quest'ultimo è in fin dei conti fratellastro di entrambi) ritorna nella quinta stagione per partecipare all'anniversario del Fürstenhof.

### Seconda stagione (314-520)
I nuovi protagonisti sono Miriam Von Heidenberg, una ragazza costretta sulla sedia a rotelle e giunta all'hotel con la sua matrigna Barbara Von Heidenberg, e Robert Saalfeld, l'unico figlio che Charlotte e Werner hanno avuto insieme, nonché chef del Fürstenhof. I due si innamorano, ma ad ostacolare il loro amore c'è la presenza di Barbara, fermamente decisa ad appropriarsi della cospicua eredità che il padre di Miriam ha lasciato alla figliastra; Barbara ha delle mire anche su Werner Saalfeld, con il quale in effetti si sposerà. A contrastare l'amore dei due protagonisti c'è anche Felix Tarrasch, cugino di Robert e figlio naturale di Elisabeth, la sorella di Charlotte. Felix sposa Miriam, mentre Robert, sentendosi abbandonato, si avvicina a Viktoria Tarrasch, sorella adottiva di Felix. Felix e Miriam però si separano a causa del vizio del gioco di Felix e Miriam può tornare con Robert, che ha lasciato Viktoria. I due inoltre scoprono che Barbara ha ucciso Lars Hoffmann, un amico di Robert, e anche Wolfgang Von Heidenberg, il padre di Miriam. Lei, Robert e Werner vogliono perciò avvertire la polizia, ma si ritrovano su una montagna insieme a Barbara che, dopo aver tentato di aggredirli, non vedendo altra via d'uscita, si getta da un burrone, facendo credere a tutti di essere morta. Finalmente Robert e Miriam possono sposarsi, sia pure con una cerimonia simbolica, perché lei risulta ancora sposata con Felix. Partono per Parigi, dove lui aprirà un ristorante e lei commercializzerà il suo profumo, Tender Love. Miriam torna poi nel corso della puntata 739, nella quarta stagione, mentre Robert riappare nel corso della quinta stagione, assieme alla sorella Laura; si viene a sapere che Miriam è incinta, ma in seguito morirà tragicamente, dando alla luce la figlia Valentina.

### Terza stagione (521-703)
Partiti per Parigi Miriam e Robert, i nuovi protagonisti sono il medico dell'hotel Gregor Bergmeister e la massaggiatrice Samia Obote; la ragazza è arrivata nella seconda stagione, su invito di Charlotte Saalfeld, che era stata salvata da lei in Africa. I due vivono una bella storia d'amore, ma fra loro si mettono vari ostacoli: Leonie Preisinger, figlia della figlia naturale di Ludwig Saalfeld, inizierà una relazione con Gregor; superata questa crisi, il dottore torna con Samia, ma nel frattempo arriva in hotel Joshua Okello Obote, padre della ragazza, che vuole impedire il loro legame. Joshua viene ucciso da Fiona Marquardt con la complicità di André Konopka, fratello di Werner, perché possiede un diamante di grandissimo valore; ma è Gregor il principale sospettato, perché si trovava con Joshua al momento del delitto; in realtà entrambi sono stati addormentati da Fiona e André. La Marquardt vuole costituirsi, ma André non glielo permette, così, dopo l'ennesima lite, Fiona lascia l'hotel e ha un incidente con l'auto; insieme a lei si trova Elisabeth Saalfeld, alla quale confessa l'omicidio e la complicità di Konopka. Fiona muore, mentre Elisabeth entra in coma; in seguito morirà, dopo aver rivelato a Charlotte quello che Fiona le ha detto. André viene processato e rilasciato con la condizionale mentre Gregor e Johann Gruber, padre adottivo di Samia ed ex fidanzato di Vera Roth Obote, la ex moglie di Obote, vengono scagionati. In seguito Samia si fidanza con il figlio di André, Simon Konopka, che poi lascerà dopo essere arrivata con lui all'altare per due volte senza concludere niente. Gregor e Samia si riconciliano e si sposano su una nave, il testimone dello sposo è Felix e la damigella della sposa Emma Strobl, la nuova cameriera ai piani che è segretamente innamorata di lui. I due neosposi partono alla volta dell'Africa; prima di lasciare l'hotel, Samia lancia il bouquet ed Emma lo vorrebbe per sé, ma a prenderlo è sua sorella Rosalie Engel, appena giunta al Fürstenhof.

### Quarta stagione (704-914)
Dopo la partenza di Samia e Gregor, i protagonisti sono Emma Strobl e Felix Saalfeld, che ha cambiato il suo cognome da Tarrasch a Saalfeld per onorare la defunta madre. Fin dall'inizio e per quasi tutta la stagione Felix subisce gli inganni di Rosalie Engel, la sorella di Emma, che egli inizialmente considera solo un'amica; Emma allora, stufa di non essere ricambiata, inizia una relazione con il suo migliore amico, Ben Sponheim. A complicare la situazione in hotel torna Barbara Von Heidenberg, che afferma di chiamarsi Sylvia Wielander; in effetti la donna in seguito alla caduta dalla rupe non ricorda niente. Costei è anche la madre naturale di Ben, e tornerà ad essere Barbara solo poco prima delle nuove nozze con Werner. Questi, sebbene consapevole della reale identità della donna, crede al suo cambiamento; per compiere la sua vendetta contro Werner, Barbara somministra al marito - con l'aiuto di André - delle gocce che gli provocano un progressivo stato di demenza. Emma lascia Ben poco prima delle programmate nozze e lui ci rimane molto male. Felix riconosce che Sylvia è tornata ad essere la Barbara che due anni prima lo ha rapito e avverte la polizia. Felix ed Emma vengono rapiti dalla von Heidenberg e portati in una centrale elettrica. Mentre si trovano prigionieri là capiscono di essere innamorati; intanto Barbara viene catturata dalla polizia e messa in prigione. Dopo essere stati liberati da André, Emma e Felix tornano in hotel, dove lui vuole separarsi da Rosalie e rendere pubblico il suo amore per Emma. La Engel però afferma di essere incinta; in realtà non è vero, per cui, scoperto dopo varie vicende l'imbroglio, Emma e Felix possono sposarsi e partire per il Canada, dove li attende il padre di lui, Johann Gruber. Felix ed Emma torneranno nella quinta stagione per assistere Rosalie in coma ed in quell'occasione Emma annuncerà di aspettare un bambino. Nella puntata 1124 si verrà a sapere che la famiglia Saalfeld si è allargata: Emma ha messo al mondo due gemellini: Max e Moritz.

### Quinta stagione (915-1117)
Emma e Felix hanno lasciato il Fürstenhof, una nuova storia d'amore inizia tra Lukas Zastrow e l'aiuto-cuoca e campionessa di tiro con l'arco Annika Bruckner; il loro amore è però ostacolato dalla madre di lui, l'intrigante Cosima Zastrow, la vera figlia di Ludwig Saalfeld, (scambiata alla nascita con Charlotte Saalfeld). Cosima vuole ottenere la sua eredità e il controllo dell'albergo, e ci riuscirà, ma dovrà condividerlo con Werner, con il quale avrà molti scontri. Lukas provoca un incidente stradale in cui Annika rimane ferita e in seguito perde la vita. Lukas è sconvolto, mentre il fratello gemello di Annika, Hendrik Bruckner, dona il cuore della sorella a una ragazza in attesa di trapianto, Sandra Ostermeyer; la madre della ragazza, Astrid, si reca al Fürstenhof per ringraziare Bruckner e lì incontra Werner Saalfeld, con il quale ha avuto in passato una relazione; questi le propone che Sandra faccia la riabilitazione in hotel. Dopo aver tentato di nasconderlo, Astrid rivela a Sandra che Werner è il suo vero padre, e questi l'accoglie a braccia aperte. Sandra e Lukas si innamorano, Cosima pensa di sfruttare questo a suo vantaggio, ma Lukas non lo permette; Cosima ordisce allora intrighi per ostacolare questa relazione, fino a quando Sandra lascia Lukas; questo si consola allora con Rosalie Engel, che finirà per sposare. Sebbene sposato, continua però a vedersi con Sandra (la quale più avanti rimane incinta, ma in seguito perde il bimbo). Rosalie, scoperto tutto, minaccia di vendere le proprie quote alla banca e di lasciare l'hotel, ma Cosima glielo impedisce tentando di inscenare un suicidio e somministrandole dei medicinali che la porteranno al coma. Dopo diverse puntate, la Engel si risveglia, ma non ricorda nulla; Cosima viene colpita da un infarto, allora Michael chiama Lukas perché si congedi dalla madre. La donna chiede scusa al figlio per tutti i torti che gli ha fatto e muore sotto i suoi occhi.

### Sesta stagione (1118-1391)
Dopo la partenza di Sandra e Lukas Zastrow, i protagonisti sono Robert Saalfeld, tornato in Baviera per testimoniare al processo contro Barbara, e la ex maestra d'asilo - ora cameriera al ristorante dell'albergo - Eva Krendlinger. Nel finale della quinta stagione, dopo la morte della moglie Miriam, deceduta nel dare alla luce la piccola Valentina, Robert va a Parigi per riportare la salma in Baviera per i funerali. Dopo il rito funebre, Robert si ferma a parlare con Eva, che poco dopo diventa la tata di sua figlia, alla quale sono intestati tutti gli utili del profumo di Miriam, Tender Love. Da un test di paternità risulta che Valentina è figlia di Alain, ma il test è stato manipolato. Alain viene trovato morto e i sospetti ricadono su Robert, presto scagionato e libero di vivere la sua storia d'amore con Eva, la quale scopre di essere incinta. Intanto al Fürstenhof sta per arrivare Markus Zastrow, che tutti credevano morto. Markus incontra Barbara e passa la notte con lei, dopodiché cerca di riallacciare i rapporti con Eva, sua fidanzata prima del rapimento; questo suscita la gelosia di Robert, che da poco e con difficoltà ha accettato la gravidanza di Eva; ma in seguito Eva perde il bambino e, di fronte al rifiuto di Robert di avere altri figli, vuole lasciarlo. Markus insiste perché Eva ritorni con lui. Nel frattempo Barbara è incinta e programma le nozze con Götz; questi però scopre di essere sterile, il bambino è di Markus. Temendo non solo per l'incolumità del bambino, ma anche per la propria, sposa Barbara, con la segreta intenzione di denunciarla per i crimini precedenti e di ottenere la custodia esclusiva del bambino. Eva prosegue la sua relazione con Markus, ma ama Robert, Questi fa cadere Barbara, che, sconvolta per l'aborto, lo tiene nascosto e cerca di vendicarsi avvelenando la piccola Valentina. Poiché il marito Götz ha scoperto i suoi crimini, Barbara lo uccide con del veleno, facendo cadere i sospetti su Robert. Quando Eva scopre che Markus ha un tumore al cervello, sceglie di rimanergli accanto. L'intervento riesce, Eva lascia Markus per tornare con Robert. Markus vuole togliersi la vita ma è dissuaso da Gitti König, appena tornata al suo luogo di origine. Infine parte, augurando a Robert ed Eva tanta felicità. Durante un dialogo con il suo complice nell'omicidio di Götz, Barbara rivela di aver incastrato Robert, Eva ascolta la conversazione e riferisce tutto. La morte del complice, ennesima vittima di Barbara, scagiona Robert, ma Barbara, sentendosi ormai scoperta, rapisce Eva alla vigilia delle nozze con Robert. Al momento dello scambio pattuito per la liberazione di Eva, Robert si presenta con la bambina e spara a Barbara. che resta ferita ad una gamba. Verrà soccorsa da Moritz Van Norden, figlio di Doris. Dopo vari ostacoli, Robert e Eva si sposano, partendo insieme a Valentina alla volta di Verona, la città del loro reciproco amore.

### Settima stagione (1392-1600)
Dopo la partenza per Verona di Eva e Robert Saalfeld, protagonisti della settima stagione sono Theresa Burger e i gemelli Moritz Van Norden e Konstantin Riedmüller. Lei ha terminato gli studi a Berlino e ritorna al villaggio dov'è cresciuta e alla birreria del padre, ma scopre che la fabbrica è abbandonata e l'uomo è scomparso. Werner si riavvicina a Doris, memore della loro relazione in Argentina. Nel frattempo Theresa riprende in mano la birreria con successo. Konstantin, giunto dall'Argentina per ritrovare la madre e il fratello che fino a poco prima non sapeva di avere, incontra Theresa, viene da lei scambiato per Moritz, data la somiglianza perfetta, e la bacia; il fratello lo scopre e tra i due scoppia una violenta lite, nel corso della quale Moritz cade accidentalmente dal ponte. Konstantin tenta di salvarlo, ma il gemello è scomparso nel fiume; ne assume allora l'identità, spinto anche dall'attrazione per Theresa. Gravemente ferito, Moritz viene intanto soccorso da una giovane rom di nome Elena Majoré. La sua identità è misteriosa, il volto è stato sfigurato cadendo dal ponte e la memoria è temporaneamente perduta. Subisce un'operazione di chirurgia plastica e ha il nome provvisorio di Peter Bach.
Konstantin nel frattempo ama sempre più Theresa, la detesta invece Doris, che vorrebbe acquistare la birreria e demolirla per una sua speculazione edilizia. Peter Bach cerca di recuperare la memoria. Theresa e Konstantin, da tutti creduto Moritz, si sposano. Si scopre che Werner è il vero padre di Moritz/Peter e del gemello Konstantin, un segreto mai rivelato da Doris e risalente alla loro relazione a Buenos Aires. Dopo la rivelazione della sua vera identità, per alcune ore Konstantin è creduto morto in un incidente aereo, Theresa, pur avendolo lasciato per tornare con Moritz, ne resta sconvolta. Moritz l'accusa di amare ancora Konstantin, peraltro incolume; alla cena che festeggia lo scampato pericolo scoppia l'ennesima lite fra i gemelli. André si innamora della ricca Nicola Westphal, segretamente affetta da un aneurisma cerebrale, ma solo dopo molte resistenze Nicola confessa di ricambiare. Le incomprensioni tra Theresa e Moritz continuano, lui si consola con la bella Kristin, nipote di Nicola Westphal, mentre lei rafforza l'amicizia con l'ex-marito, sempre innamorato. Riappare a sorpresa il padre di Theresa, che però nasconde qualcosa del passato. Nicola, convinta che sua figlia sia morta anni addietro, designa sua nipote Kristin sua unica erede. Ma in realtà è Theresa - rapita da neonata - la figlia di Nicola, e ancora una volta Doris impedisce alla verità di emergere manipolando il test genetico. Moritz è ormai impegnato con Kristin e il matrimonio è molto favorito anche da Doris, la cui futura nuora erediterà il patrimonio della zia, Nicola. Doris giunge a ricattare Theresa, minacciando di inguaiare suo padre Hans se lei si riavvicinerà a Moritz.
Dopo la morte di Nicola, Kristin e Moritz si sposano - c'è questa clausola nel testamento, altrimenti l'eredità passerebbe ad André - però André sospetta la truffa e cerca delle prove per far annullare il matrimonio. Hans ha scritto una lettera in cui rivela a Theresa le sue origini, ma la missiva finisce per caso in mano alla cameriera Mandy, che incuriosita la legge: tutta l'eredità spetterebbe a Theresa. Kristin prepara la fuga, Doris tenta di rapirla, ma nello scontro ha la peggio e viene rinchiusa nel sotterraneo della birreria, dove poi Kristin imprigiona anche Theresa. Qui le due rischiano di morire asfissiate, Doris ottiene il perdono di Theresa e in extremis l'intervento dei gemelli le salva. Il lieto fine con le nozze di Moritz e Theresa e la partenza degli sposi per Porta Westfalica coincide con l'arrivo della cantante Natascha e di sua figlia Marlene, che le fa da segretaria e l'accompagna al piano nelle sue esibizioni.

### Ottava stagione (1601-1814)
Dopo il matrimonio Theresa Burger e Moritz Van Norden partono per Porta Westfalica, lasciando il posto ai due nuovi protagonisti, Marlene Schweitzer e Konstantin Riedmüller. Marlene arriva al Fürstenhof come pianista, assistente di sua madre Natascha, una cantante non più giovanissima assunta da Konstantin per intrattenere gli ospiti dell'hotel. La dolce Marlene, a causa di un incidente d'auto provocato da sua madre quando lei era bambina, zoppica e cammina con una stampella. L'incontro con Konstantin è per lei amore a prima vista, ma Natascha con il suo fascino riesce a conquistare Konstantin, il quale sta cercando di dimenticare Theresa, mentre per Marlene Konstantin prova solo molta simpatia e in seguito una profonda amicizia. Marlene è molto condizionata dalla madre, egocentrica e dedita solo a coltivare il suo successo professionale; la vita di Marlene cambia con l'intervento chirurgico eseguito dal dottor Michael Niederbühl e la riabilitazione che le permettono di camminare normalmente .
Nel frattempo, Werner e Charlotte si riavvicinano, suscitando la gelosia di Julius, mentre Doris scopre che Werner l'ha sposata solo per interesse. Marlene crea una linea di gioielli tutta sua, malgrado sua madre cerchi di ostacolarla; tra lei e il dottore nasce intanto un legame. Elena perde il bambino che aspettava da Nils e parte. Nils, perduta la famiglia che aveva formato con Tanja e ora abbandonato da Elena, cade nello sconforto e si dà all'alcol; sarà la figlia di Andrè, Sabrina, a riportarlo alla realtà. Martin, il nuovo parroco, scopre di amare Kira, ma non vuole tradire i suoi voti; le racconta la parte avuta nella morte del primo marito di Doris. Questa non perdona a Werner il suo tentativo di riconquistare Charlotte, lo esclude dalla gestione dell'albergo e lo accusa persino di tentato omicidio, dopo aver rischiato di restare schiacciata da uno scatolone lanciato da una finestra. Gonzalo Pastoriza è un campione di biliardo che viene dall'Argentina; Konstantin in passato ha rinunciato alla carriera di giocatore di biliardo per le sue minacce, Marlene invece, sempre in Argentina, è stata sedotta e usata da Gonzalo, che le aveva fatto credere di amarla. Una prima sfida vede vincitore Gonzalo, Konstantin invece ne esce sconfitto e deluso; arrogante, Gonzalo propone la rivincita, che Konstantin accetta solo perché Marlene ha puntato su di lui 20.000 euro, che pensa di ricavare dalla vendita del suo pianoforte, contro il parere della madre e di Michael. Il dottore, geloso della sua amata, le chiede di sposarlo. Accettata la proposta, Marlene scopre che il giorno del matrimonio coincide con quello della rivincita. Il matrimonio non ci sarà, Konstantin vince la sfida. Durante i preparativi per il matrimonio, Marlene scopre che suo padre non è un fotoreporter morto in missione in Afghanistan, ma il rampollo senza scrupoli di una ricca famiglia di gioiellieri. Poco dopo appare al Fürstenhof proprio il padre di Marlene, Veit, che ha bisogno di un trapianto di fegato e di Marlene come donatrice. Marlene inizialmente è titubante, però poi accetta di sottoporsi all'intervento. Quindi tra lei e il padre si instaurerà un buon rapporto. Doris cerca prima di avvelenare Charlotte, poi di farla ricoverare per dipendenza da farmaci, infine scoperta da Julius lo elimina inscenando un falso incidente stradale. Nel timore di essere scoperta, Doris progetta la fuga in Argentina con Konstantin, deluso e ferito da Natascha, che ha abortito di nascosto. Ma le cose andranno diversamente: Werner cade da cavallo e i due sono costretti a tornare in hotel. Doris confessa i suoi crimini al figlio, quindi Konstantin dichiara il suo amore a Marlene. Dopo il matrimonio, partono con Veit e Karl (fratellastro di Marlene) alla volta di Firenze.

### Nona stagione (1815-2066)
Marlene e Konstantin Riedmüller sono partiti per Firenze, protagonisti sono ora Pauline Jentzsch e Leonard Stahl, lei pasticciera e, come si scoprirà, discendente dei nobili proprietari del Fürstenhof, prima della famiglia Saalfeld, lui invece figlio di Friedrich Stahl, che ha acquistato l'hotel per amore di Charlotte, ed è anche il padre biologico di Martin. Patrizia Dietrich, nipote di un notaio a suo tempo complice di Ludwig Saalfeld nell'illecito acquisto, ostacolerà l'amore fra i due protagonisti. Patrizia uccide suo nonno e inizia una relazione con Leonard, che però ben presto si innamora di Pauline. Patrizia, gelosa, tenta di uccidere Pauline, prima con una padella di olio bollente, poi manomettendo i freni della sua bicicletta. Inoltre minaccia Friedrich di rivelare che Pauline è la legittima proprietaria dell'hotel; questi allora fa credere alla futura nuora Pauline che Leonard abbia un tumore al cervello per accelerare le nozze. Proprio il giorno del matrimonio, Patrizia rivela a Pauline la verità e il matrimonio salta. In hotel arriva la moglie dell'ambasciatore di San Cortez, Consuela Moralez Diaz, che altri non è che Barbara Von Heidenberg. La donna è malata gravemente e cerca il perdono di tutti, specialmente di Werner.
Patrizia seduce Friedrich e lo ricatta per essere riassunta come PR, altrimenti Charlotte saprà tutto. Barbara intanto aiuta la sorella a riconquistare Leonard, ma poi questa si scopre incinta di due gemelle e ricorre a una droga per portare a letto Leonard e in seguito fargli credere di essere il padre delle gemelle. Barbara aiuta Werner a ritornare in possesso di quote dell'albergo. Patrizia continua a ricattare Friedrich, rivelandogli che le gemelle sono in realtà sue; Friedrich la spinge facendola cadere dalle scale, Patrizia entra in coma e Barbara giura vendetta. Pauline accusa inizialmente Leonard, che viene arrestato, ma poi scagionato; tra i due è rottura. Barbara, avendo scoperto che vi è una cura alla sua malattia, si nasconde in una baita, lì inscena il proprio omicidio e fugge, mettendone al corrente Werner. Friedrich viene arrestato, poi è scagionato da Werner. Arriva un pilota di elicotteri di nome Daniel Bruckner che si innamora di Pauline e con lei inizia una relazione. Ma il suo passato è misterioso, ha avuto una relazione omosessuale con un cantante la cui moglie si è suicidata. Werner sospetta che le gemelle siano effettivamente di Friedrich e ordina un test del DNA, che viene falsificato da Friedrich per evitare che Charlotte scopra la verità.
Daniel e Pauline vengono rapiti dall'ex di lui, poi salvati da Leonard, che ora vorrebbe fare una proposta di matrimonio a Pauline; l'anello però viene ritrovato da Daniel, che lo dona a Pauline. Mentre Patrizia è ancora in coma, nascono le gemelle Mila e Mara, solo Mila sopravvive. Patrizia esce dal coma, inizialmente non ricorda nulla, tranne l'amore che aveva per Leonard. Anche dopo aver recuperato la memoria di tutti i suoi intrighi, continua però a fingere di non ricordare per riconquistare Leonard. Pauline scopre come Daniel si è procurato l'anello e lo lascia. Leonard la raggiunge a sorpresa e i due si fidanzano. Daniel, infuriato, raggiunge Vienna e tenta di uccidere Leonard, ma all'ultimo se ne pente e per un po' sparisce. Alexander arriva per il matrimonio di Charlotte ma scopre Friedrich in flagrante tradimento con Natascha. Il giorno delle nozze con Friedrich, Charlotte apprende la verità da Natascha e spara al marito, Lui ha bisogno di un nuovo rene e a donarlo è suo figlio naturale Martin Windgassen, il parroco del paese. Alla fine torna la pace tra Friedrich e Charlotte. Patrizia fa rapire Mila. Per ritrovare la bimba Leonard finge di accettare le nozze con Patrizia, ma poi la smaschera, rivela che le nozze erano un inganno e la obbliga a restituire Mila. Sabrina cade da cavallo ed è costretta alla sedia a rotelle. Patrizia, dopo il ritorno di Mila, rivela a Leonard la verità sulle gemelle; lui chiude i rapporti col padre.

### Decima stagione (2067-2265)
Partiti per Vienna Pauline e Leonard, la nuova coppia è formata da Julia Wegener e Niklas Stahl. Julia è arrivata in Germania con il fratello Sebastian, e con l'amica Sophie Stahl per salvare la vita di Sebastian, gravemente malato. Partita per la Thailandia appena maggiorenne, data per morta nello tsunami, Sophie in realtà è sopravvissuta in Thailandia fino alla decisione di tornare in Germania, dal padre, per chiedere la sua parte di eredità e finanziare la cura di una rara malattia che affligge il compagno fin da bambino. Poco prima di giungere in hotel, però, Sophie viene investita da un'auto guidata da Patrizia, e ormai in fin di vita si fa promettere dall'amica Julia, assai somigliante, di assumere la sua identità, in modo da ottenere i soldi per curare Sebastian. Julia, inizialmente titubante, si lascia convincere dal fratello, privo di scrupoli e deciso all'imbroglio pur di guarire.
Sabrina è in crisi con Nils a causa dell'ex fidanzato Tim, costretto alla sedia a rotelle, dal quale apprende che un'operazione potrebbe farle riavere l'uso delle gambe. Riconciliata con Nils, Sabrina parte con suo padre Andrè ma l'aereo cade e sembra che non ci siano sopravvissuti. Per Nils inizia un periodo buio, si rifugia nell'alcol. Patrizia perde la custodia di Mila e si allea con Sebastian per distruggere gli Stahl. Il piano è sposare Niklas per poi eliminare gli Stahl e appropriarsi del loro patrimonio. L'impresa risulta più ardua del previsto perché Niklas è in segreto innamorato di Julia, pur credendola sua sorella. Andrè si è salvato, è in una baleniera russa dove diventa cuoco di bordo. La sorella di Natascha, Penelope detta Poppy, ex spogliarellista, nuoce alla carriera musicale di Natascha facendole concorrenza. Julia e Niklas si incontrano in un fienile, Patrizia scatta delle foto e poi ricatta Friedrich con esse. Poppy riceve da Friedrich l'incarico di spiare Werner ma alla fine se ne innamora. Niklas e Patrizia sono sorpresi nel bosco da una frana. Niklas è ferito e promette a Patrizia di sposarla se ne usciranno vivi.
Andrè riappare al Fürstenhof il giorno della sua commemorazione, tra la felicità dei presenti. Patrizia è avvisata da Barbara dell'arrivo di una certa Estefania Marquez, dal nome falso di Leonora Lopez, che ha l'ordine di sparare a Friedrich, per poi prendersene cura. Lopez però è in possesso di una registrazione che incastra Patrizia sul rapimento di Mila, ma viene uccisa. Patrizia recupera la pericolosa prova e ritorna al Furstenhof. Julia si fidanza con Nils, che ha smesso di soffrire per Sabrina, ed apre un negozio di borse. Patrizia viene arrestata per l'omicidio di Leonora ma riesce a cavarsela. Poppy e Werner finiscono dopo tanti guai per sposarsi, col consenso del burbero padre di lei, Walter. Sebastian guarisce completamente, ma nasconde la verità a Julia per non dover rinunciare alla ricchezza, lei scopre tutto per puro caso e cerca di confessare l'inganno a Niklas e Friedrich, ma viene rapita da Patrizia. Sebastian vuole Julia salva, ma una volta libera fa credere a tutti che sia pazza, così Julia non viene creduta e chiede invano il test del DNA. Quando lo ottiene. Patrizia lo falsifica, travestendosi da paziente russa. Nils vorrebbe sposare Julia per poter essere suo tutore, ma poi la lascia all'altare e lei viene rinchiusa in una clinica, finché Niklas non decide di esserne lui il tutore. Entra in scena Norman, che risulterà essere il figlio di Nils. Charlotte e Friedrich ritornano insieme, ma Patrizia continua i suoi tentativi di eliminarli. Sebastian resta ferito per salvare Charlotte, Julia insiste per donargli il sangue e ottiene dal medico un altro test del DNA, che dimostra la sua identità.
Niklas la perdona, ma lei deve continuare a fingersi Sophie finché le cose non si saranno chiarite. Friedrich dapprima crede che Julia abbia ucciso Sophie, ma finisce per perdonarla. Patrizia, sempre più folle, avvelena una caraffa d'acqua destinata a Friedrich ma la beve Niklas, che finisce in coma. Essendo ancora moglie di Niklas ha in pugno il suo testamento biologico e minaccia Friedrich, se non le consegnerà Mila e le quote dell'albergo, di staccare il respiratore a cui è collegato Niklas. Niklas viene nascosto dai suoi cari in clinica. Qui Patrizia tenta di ucciderlo, cadendo in una trappola della polizia: viene arrestata ma riesce a fuggire e rapire Charlotte; a salvare la situazione è Beatrice Hofer: Patrizia viene arrestata. Anche Sebastian viene arrestato, per scagionare Julia ha confessato infatti l'omicidio di Sophie, ma è difeso con successo da Hermann, l'avvocato. Il giorno prima del processo ai fratelli Wegener per la falsa identità, Sebastian incontra Luisa Reisiger, intenta a suonare il violino, e se ne innamora. Julia e Sebastian vengono assolti. Luisa crede che sia Hermann suo padre, ma in realtà è Friedrich. Julia e Niklas possono coronare il loro amore e partire per Lisbona dopo le nozze. Patrizia fugge dal carcere fingendo il suicidio, poi dall'ospedale. Infine, si intrufola alle nozze di Julia e Niklas, narcotizza Charlotte, rapisce Mila, spara a Sebastian e punta la pistola contro Niklas e Leonard; ma Friedrich spara, uccidendola. Barbara minaccia vendetta, Per tutelare Mila, Leonard e Pauline la portano con sé a Vienna.

### Undicesima stagione (2266-2499)
Julia e Niklas si sono trasferiti a Lisbona, la nuova coppia è formata da Luisa Reisiger e Sebastian Wegener. Lei è la figlia adottiva, gobba, di Hermann, un avvocato amico di Friedrich; il suo vero padre però è Friedrich. Beatrice Hofer vuole sposare Hermann, ma lui soffre di cuore e muore lasciando Luisa sua unica erede. Beatrice cerca di separare Luisa da Sebastian per entrare in possesso dell'eredità, e di farle sposare suo figlio David, succube di lei perché convinto di aver ucciso il proprio padre, mentre in realtà è stata la madre. Werner scopre che Poppy è incinta di Michael e dapprima la caccia di casa, poi però la perdona e si impegna a crescere il bambino. Michael viene estromesso dal duo musicale con Natascha e al suo posto è ingaggiato Sam Eckmann, uno squilibrato che rapisce Natascha per violentarla, ma Michael interviene a impedirlo. Luisa si rivolge a Werner come consulente per l'eredità. Poppy perde il bambino. Beatrice ingaggia l'ex compagna di carcere Alina Steffen allo scopo di allontanare Luisa da Sebastian. Michael e Natascha, finalmente insieme, vogliono sposarsi, perciò Nils e Andrè devono trovare un altro alloggio. Friedrich offre soldi a Sebastian affinché abbandoni il Fürstenhof, ma lui non vuole lasciare Luisa. Beatrice tenta di uccidere Sebastian, ma Luisa riesce a salvarlo prima che anneghi nel lago. Sebastian sospetta un complotto tra Alina e David, ma Luisa non ci crede e lo lascia. Alina inizia una relazione con David e rimane incinta, per questo Beatrice la minaccia e durante un litigio tra le due l'intervento di Friedrich provoca una caduta e la morte di Alina, Friedrich finisce sotto processo.
Michael e Natascha si sposano. Friedrich tradisce Charlotte con Beatrice, viene scoperto, perciò Charlotte lo lascia definitivamente, testimoniando contro di lui al processo, Friedrich ha un malore e finisce in prigione. Spunta dal passato Patrick, ex di Alexandra, già modella e ora tirocinante in hotel, innamorata di Nils. al quale Patrick somiglia molto. Questi rapisce Nils e Alexandra, ma viene scoperto da Norman, che libera il padre e l'amica. Luisa ha problemi respiratori a causa della gobba e deve essere operata per evitare una paralisi; prima dell'intervento David la chiede in sposa e lei accetta, mentre Sebastian parte per Barcellona. Norman si ammala e rischia la vita, Alexandra accetta di sposarlo, lui guarisce grazie alle cure di Michael e al ritorno di Gregor Bergmeister. Alexandra lascia l'hotel per non essere più motivo di disaccordo tra padre e figlio. Luisa viene operata e guarisce, David ora l'ama davvero, e medita di rivelarle tutti gli intrighi, così Beatrice corre ai ripari assoldando un complice per rapire suo figlio, però la situazione le sfugge di mano, e dopo essersi impadronita dei dieci milioni di riscatto pagati da Luisa con l'eredità del padre, uccide il complice e colpisce alla testa David stesso, che stava per denunciarla.
David esce dal coma ma non ricorda nulla di ciò che è successo, apprende che Sebastian e Luisa sono tornati insieme, ma ama ancora la moglie, mentre nella vita di Sebastian riappare l'ex moglie Isabelle Raspe, dalla quale egli credeva di essere divorziato, con il figlio Paul, affetto dal morbo di Geiger, la stessa malattia da cui lui è guarito. Beatrice ricatta Isabelle promettendo di pagare le cure al bambino in cambio dell'allontanamento di Sebastian da Luisa. Al Fürstenhof giunge la notizia della tragica morte di Poppy. Werner e Natascha condividono il dolore per la perdita. Arriva anche la madre di Norman, Nina, che intraprende una relazione con André, ma non durerà. Anni Hoyer, la nuova cameriera che s'innamora di Norman, è analfabeta, ma lui ricambia il suo amore e insieme partono per lavorare come animatori in un villaggio turistico. Natascha scopre di avere una grave malattia che le lascia pochi mesi di vita. A seguito di una discussione con Luisa, David ha uno shock e ricorda tutto quanto, vuole vendicarsi della madre. Anche Friedrich vuole lasciarla, geloso di Charlotte. David con la complicità di Isabelle prima finge un suicidio per incolpare la madre, poi la rinchiude nello stesso nascondiglio in cui era stato lui al tempo del rapimento. Qui Beatrice arriva allo sciopero della fame pur di non confessare i suoi crimini.
Clara Morgenstern giunge alla ricerca di suo nonno, che altri non è che Alfons Sonnbichler, e non, come pensava, Friedrich o Werner. Insieme a sua madre Melli Morgenstern trova lavoro in hotel. Michael e Natascha sperano nel farmaco studiato da Friedrike Breuer, una dottoressa ed ex di Michael, che in cambio della cura per Natascha ricatta Michael, ma poi tutto finisce bene. Problemi fiscali per il Fürstenhof, che per delle tasse non pagate rischia la bancarotta, la soluzione arrìva con Adrian Lechner, che compra il 20% delle azioni, ed è riconosciuto da Clara come il fratello di un suo amico di infanzia, di cui è da sempre innamorata. Dopo un rapimento della sposa risolto da Adrian, Luisa e Sebastian sono marito e moglie.

### Dodicesima stagione (2500-2692)
Partiti per Düsseldorf Luisa e Sebastian, la nuova coppia è formata da Clara Morgenstern e Adrian Lechner. Lei è la nipote ritrovata di Alfons Sonnbichler, lui invece è il nuovo azionista dell'hotel, amico d'infanzia di Clara. Ritrovandolo, lei si innamora, ma è delusa quando Adrian comincia a corteggiare Desirée Bramigk, la figlia di Beatrice. Beatrice rischia di morire e minaccia di denunciare Desirée, ma Adrian è disposto a una falsa testimonianza pur di salvarla. Michael e Natascha telefonano in Svizzera apprendendo dagli ultimi esami che Natascha è guarita. David ha superato la separazione da Luisa e si innamora di Tina Kessler, ma dovrà fare i conti con il nuovo mastro birraio Oskar Reiter. Melli, assunta da Beatrice come assistente, per sbadataggine rovescia del tè bollente sulle gambe di Beatrice, che scopre che le sue gambe stanno riacquistando sensibilità e poco dopo può camminare, ma non lo dice a nessuno a parte Friedrich.
Melli si scopre innamorata di André, il quale per un intrigo di Beatrice perde la carica di sindaco e parte per il Sudafrica. Per Melli è un duro colpo, smette di prendere le medicine contro il disturbo bipolare. Il ritorno di Fabien Liebertz porta una ventata di aria fresca ma anche parecchi guai nella vita di suo padre Michael e di Natascha. David è ferito dal fidanzamento di Tina con Oskar, ma nel passato di Oskar c'è un segreto, ha aiutato la sorella Pia nascondendo il cadavere di un uomo. Per aiutare sua figlia Desirée a tenere legato a sé Adrian, Beatrice ne manipola la pillola in modo che rimanga incinta, scoperto questo trucchetto della madre, Desirée la asseconda, ma ha un aborto e lascia credere ad Adrian di essere ancora incinta, falsificando anche un'ecografia. Per colpire sua sorella Charlotte, Beatrice nasconde merce di contrabbando nel bagaglio del compagno di lei, Nils Heinemann, per cui i conti della Fondazione Saalfeld vengono congelati e Charlotte è costretta a vendere le quote del Fürstenhof. Friedrich, complice, si offre di acquistarle.
Desirée e Adrian nel frattempo si sposano, ma Clara confessa ad Adrian il suo amore. Le tensioni tra Adrian e Desirée aumentano quando Desirée accusa Clara di averla investita volontariamente per farle perdere il bambino. Clara è licenziata, fa amicizia con David e gli confida il legame che univa lei, Adrian e il fratello William, da anni scomparso insieme alla madre. Clara e Adrian rintracciano il numero al quale risponde una certa Susan Newcombe, in realtà Johanna Lechner, madre di Adrian e William, la quale mente per evitare che William, appresa la verità. torni in Germania. Susan infatti era fuggita con William perché il marito era un killer a pagamento. A questa scoperta, Adrian decide di vendere le sue azioni, frutto dell'eredità, ma Desirée lo comunica a Beatrice, che attenta alla vita di Adrian somministrandogli un sonnifero prima di un giro in parapendio. Adrian cade in acqua rischiando di annegare. Natascha si trasferisce dai Sonnbichler mentre Charlotte si ritira per qualche giorno in una delle baite dell'Hotel. David nel frattempo ricorre a sua madre per creare una falsa testimonianza contro Oskar, che viene arrestato. Appare Gerti Schönfeld, madre di Melli e nonna di Clara. André ritorna dal Sudafrica scoprendo che c'era Beatrice, non Werner, dietro le false accuse nei suoi confronti. Melli e André tornano insieme. Beatrice, decisa a eliminare la rivale Charlotte, la raggiunge alla baita, la avvelena coi sonniferi e la spinge in un burrone, ma Charlotte sopravvive, solo che quando si risveglia dal coma soffre di amnesia, crede di essere ancora sposata con Werner e di avere 30 anni in meno. Clara e Adrian restano bloccati in una baita da una valanga, Adrian le confessa il suo amore, ma lei è impegnata con William e non vuole la rottura tra i fratelli.
Per le nozze tra Clara e William ritorna in hotel Susan, che inizia un flirt con Werner. Friedrich sta per smascherare Beatrice, quando scopre che è incinta. Clara annulla le nozze e rivela a William di aver passato la notte con Adrian nella baita, scatenando così l'ira di Desirée, che per vendicarsi rovina la collezione di moda di Clara destinata a un concorso. Adrian chiede il divorzio e Desirée pretende 500 000 €. Michael viene informato che sua figlia Debbie ha avuto un incidente e potrebbe perdere l'uso delle gambe, così parte per raggiungerla senza aver perdonato Natascha.

### Tredicesima stagione (2693-2812)
Partiti per Tokyo Clara e Adrian, vi sono tre protagonisti: Eleonore "Ella" Kessler, la cugina di Tina, Rebecca Herz, la migliore amica di Ella, e infine William Newcombe figlio illegittimo di Werner e fratellastro di Adrian,  protagonista della serie precedente. William scambia messaggi con una sconosciuta "Mrs. Wrong" e pensa si tratti di Ella, ma in realtà è Rebecca. Werner confessa a Charlotte che William é suo figlio e lei ancora una volta lo perdona, ma a William non rivela la verità. Giunge in albergo la notizia della morte di Barbara, Friedrich ne è sollevato, date le minacce di Barbara di vendicare la morte di Patrizia, Werner invece sospetta che non sia davvero morta. i due rivali ricevono un messaggio di Barbara, accompagnato da una dose di veleno, che propone una sfida ad entrambi: il primo dei due che riuscirà ad uccidere l'altro vincerà 10 milioni di euro. Nel frattempo David, durante una lite con Beatrice, cerca di strangolarla, e solo l'intervento di uno sconosciuto lo evita. Questi si scoprirà essere Alfredo Morales Diaz, vedovo di Barbara, che si fa passare per Diego Alvarez ed è in hotel per vendicarsi. David è ricercato dalla polizia per tentato omicidio; in una stalla del Fürstenhof incontra di nascosto Tina e le chiede di fuggire con lui, ma lei spaventata avvisa la polizia, spingendo David alla fuga.
Nel frattempo William apprende di essere figlio di Werner da Rebecca, che ne è segretamente innamorata. Alfredo attenta alla vita di Friedrich sabotando i freni dell'auto ma alla guida c'è Charlotte che resta leggermente ferita. Stahl sospetta di Werner poi chiede aiuto a Beatrice, che gli rivela chi sia il colpevole; così i tre si accordano per farlo arrestare. Desirée subentra a David nell'appartamento ed è costretta a convivere con Nils e William. Oskar cerca di riconquistare Tina ma lei è decisa al divorzio. Nils si sente attrato da Desirée, ma William, nel frattempo fidanzato con Ella, cerca di spingerlo tra le braccia di Rebecca. Tra Nils e Desirée vi è attrazione e passano la notte insieme. Friedrich, colpito dalla lealtà di Beatrice le chiede di sposarlo, ma a condizione che firmi un contratto prematrimoniale in cui Friedrich si mette al sicuro da un possibile attentato alla sua vita. Oskar lascia Bichlheim per rilevare una birreria in Franconia. Friedrich e Beatrice si sposano. Qualche tempo dopo arrivano in hotel Boris e Christoph Saalfeld, rispettivamente il nipote e il figlio di Gottfried Saalfeld, fratello di Charlotte. Christoph è in conflitto col padre, mentre Charlotte ne prende le difese.
Christoph inizia una relazione con Desirée, che però interrompe appena appare la sua fidanzata Alicia Lindbergh. Offre allora a Desiree un impiego all'estero, lei accetta e parte. L'auto d'epoca di Friedrich Stahl precipita in un burrone durante una corsa e il cadavere dell'uomo al volante viene recuperato: non è Friedrich, ma Christoph corrompe il medico legale responsabile per far credere il contrario. Successivamente però arriva la notizia che Friedrich è davvero morto e Leonard si reca a riconoscere il corpo del padre. Subito dopo torna al Fürstenhof insieme a Pauline per il funerale e per decidere a chi destinare le quote ereditate, a parte l'11% lasciato da Friedrich a Beatrice per gestirlo finché il loro figlio Frederik sarà maggiorenne. Leonard vende le azioni a Werner e Christoph e riparte.
Tina e Beatrice partoriscono, ma il piccolo Frederik muore in ospedale; Beatrice scambia il figlio morto con il figlio vivo di Tina, il piccolo Tom. Charlotte e Werner nel frattempo decidono di sposarsi. In albergo arriva Viktor Saalfeld, figlio di Christoph, che ha dei problemi economici e vuole chiedere aiuto al padre, con cui però non parla da diversi anni. Tina non crede alla morte del suo Tom e supplica Nils e Boris di aiutarla a ottenere un test del DNA sul presunto Frederik, ma quando scopre che in realtà é Tom, suo figlio, Beatrice l'aggredisce e la rapisce brevemente portandola vicino a una stazione e cercando di costringerla al suicidio, Tina riesce a fuggire ma viene investita da Susan Newcombe e finisce in coma: per ritardarne il risveglio Beatrice le inietta sonniferi ma crea sospetti in Nils che si confida con Hildegard, mette alle strette Beatrice e scopre la verità. Beatrice per vendetta rapisce Fabien Liebertz per ricattare Nils e Michael e farsi riconsegnare Tom. Ma William e Rebecca trovano Fabien, così Beatrice prende il bambino con la forza e per una distrazione lo fa cadere dal balcone. Per fortuna Boris riesce a salvare il piccolo prendendolo al volo. Beatrice viene arrestata. Riappare Ella che si è appena fidanzata con un certo Patrick von Brahmberg e chiede proprio a Rebecca di occuparsi delle nozze. Christoph versa la cauzione per far uscire Beatrice in cambio delle sue azioni dell'hotel. Ella ammette di non essersi fidanzata per amore e manda a monte le sue nozze, mentre William sposa Rebecca e si prepara con lei a una nuova vita in Australia, Viktor confessa ad Alicia il suo amore. Ella incontra infine un certo Mark Boecking, scopre il suo tatuaggio a forma di cuore con scritto "Ella", riconosce in lui l'uomo del suo sogno, e parte con lui per Parigi.

### Quattordicesima stagione (2813-3019)
Dopo la partenza di William e Rebecca per Sydney, e di Ella per Parigi insieme a Mark, i nuovi protagonisti sono: Alicia Lindbergh, medico, fidanzata di Christoph Saalfeld e Viktor Saalfeld, figlio di Christoph. Viktor confessa ad Alicia di amarla e la bacia, Beatrice assiste alla scena e ricatta Alicia chiedendole di togliere la cavigliera elettronica, ma Alicia racconta tutto a Viktor. Christoph nel frattempo preleva i contanti per acquistare le azioni di Beatrice, ma alle sue allusioni su Alicia, perde il controllo e aggredisce Beatrice. Dopo un cambio di scena si vede il corpo esanime di Beatrice; è Charlotte a trovarla morta.
Molti avevano motivo di odiare la vittima, prima fra tutti Tina, ma quando viene interrogata mente alla polizia e Nils conferma la sua versione. Charlotte viene arrestata per indizi che sembrano schiaccianti, e Werner si impegna per scagionarla. Sospetti cadono via via anche su Christoph, su Boris, su Michael e su Fabien, poi su Viktor, il quale insieme a Werner scopre che la vera colpevole è Susan Newcombe. Per incastrarla Werner finge di ricambiare il suo amore. William torna al Fürstenhof, quando Susan tenta il suicidio riceve una sua lettera con la confessione ma inizialmente non la legge. Intanto arriva Romy, una ragazza timida che si innamora di Paul Lindberg, fratello di Alicia. Jessica Bronckhorst è la vittima di una rapina con sparatoria di cui Viktor è stato complice. Arrivata per ottenere vendetta, si innamora invece proprio di Viktor e vede una rivale in Alicia. Christoph scopre che il figlio ama Alicia e stringe un'alleanza segreta con Jessica per separarli. Boris e Tina si fidanzano ma solo per nascondere meglio il segreto di lui: è omosessuale, poi con l'aiuto di Boris Nils riesce a conquistare Tina. Charlotte viene rilasciata per insufficienza di prove. mentre Werner finge di amare Susan ma lei scopre tutto e prende in ostaggio Alicia.
Nel tentativo di salvarla insieme a Viktor, Boris rimane gravemente ferito. Susan viene arrestata, Charlotte parte per l'Africa e William per l'Australia. Al Fürstenhof appare una donna misteriosa: si tratta di Xenia Saalfeld, ex moglie di Christoph che nasconde molti segreti e vuole riconciliarsi con i figli. Melli incontra un russo di nome Wanja, figlio dell'uomo che salvò Andrè quando era prigioniero nella baleniera, con il quale progetta di trasferirsi in Russia salvo ripensarci all'ultimo momento e tornare con Andrè, con cui convola a nozze. Xenia rivela ad Alicia il passato di Christoph ma lei non le crede. Viktor inizia una relazione con Jessica nonostante sia ancora innamorato di Alicia. Alicia sposa Christoph anche se Viktor la supplica di non farlo, mentre al Fürstenhof arriva Valentina, la figlia quattordicenne di Robert e Miriam, che fa amicizia con Fabien. Xenia scopre da una videocassetta trovata nella cassaforte di Christoph che il delitto di cui si crede colpevole è solo una finzione con cui l'ex marito l'ha tenuta lontana dai figli. In cambio del suo silenzio ottiene quote dell'hotel e il finanziamento di un centro estetico. A causa del ricatto, Christoph e Alicia rimandano il loro viaggio di nozze. Viktor lascia Jessica perché ama Alicia. Michael tradisce Natascha con Xenia e per riconciliarsi con la moglie inizia con lei una terapia di coppia. Alicia non ama più Christoph e vorrebbe lasciarlo, ma lui la tiene prigioniera; con l'aiuto di Viktor cerca di scoprire i suoi crimini regalandogli un orologio-spia per ascoltare tutte le sue conversazioni, ma lui non cade nel tranello. Allora Alicia avvelena un bicchiere d'acqua con un sonnifero ma Christoph scambia i bicchieri ed è Alicia a berlo: nel fuggire fa un incidente in auto cadendo in un fiume, e tutti la credono morta. Per festeggiare il 75simo compleanno di Werner ritornano tutti i suoi figli. Viktor trova Alicia in una delle baite del Fürstenhof. Xenia le ha procurato un passaporto falso. Ma Christoph, che ancora una volta scopre tutto, minaccia Viktor con una pistola ma nello scontro ha la peggio e deve rinunciare ad Alicia.
Nel frattempo in hotel arrivano Annabelle e Denise Saalfed, le figlie di Christoph e Xenia. Si scopre inoltre che Robert ha un figlio illegittimo, Joshua, che donando il midollo a Valentina la fa guarire dalla leucemia. Alicia e Viktor si sposano e partono per l'Austria.

### Quindicesima stagione (3020-3264)
Dopo la partenza di Alicia e Viktor per l'Austria, i nuovi protagonisti sono Joshua, figlio illegittimo di Robert, e Denise, figlia di Xenia e Christoph. Denise si innamora di Joshua, che però è attratto da sua sorella, la spregiudicata Annabelle, con la quale inizia una relazione. Il padre adottivo di Joshua, Henning Winter, rintraccia il figlio con l'intenzione di rubare tutto il denaro dei Saalfed. Joshua viene assunto come aiuto-giardiniere. Jessica è incinta: il figlio è di Paul, che però è impegnato con Romy e vuole sposarla. Per la bambina che nascerà Jessica e Paul scelgono il nome Luna.
Mentre André è a processo per il tentato incendio del birrificio sua moglie Melli lo lascia e parte per Tokyo dove vivrà con la figlia Clara. Annabelle, che non è in buoni rapporti con sua madre, altera la nuova crema in uso nel centro estetico, che Xenia dovrà chiudere, lasciando Jessica senza lavoro. Xenia, che Christoph accusa di aver causato la morte del bambino atteso da Alicia, intende servirsi di Henning, il padre adottivo di Joshua, per un furto di gioielli che Werner Saalfeld ha deciso di mettere all'asta .  Henning riempie il Fürstenhof di gas soporifero e tutti svengono. I due complici hanno campo libero per il furto. Xenia scopre che Henning cerca di ingannarla con il bottino e durante il violento litigio Henning sbatte la testa contro una pietra e muore, Xenia allora sotterra il suo corpo.
Jessica nel frattempo vuole il padre di Luna al suo fianco e cerca in tutti i modi di conquistare Paul mettendo in crisi la relazione con Romy. Difficoltà vengono anche dal padre di Romy, che non accetta Paul. Joshua si riconcilia con sua madre, scoprendo anche che Christoph l'ha ricattata e ha messo in pericolo la vita di Valentina. Boris e il suo compagno Tobias sono in crisi perché quest'ultimo è ricaduto nel gioco d'azzardo. Robert vuole metter pace fra Werner e Joshua con un'escursione nel bosco. Qui entrambi vengono punti da una vespa ma sono allergici: Joshua decide di salvare la vita a Werner cedendogli il farmaco salvavita e cade in coma. Solo un bacio di Denise lo salva, anche se Annabelle mente e gli fa credere di essere stata lei a baciarlo. Werner, rimasto solo dopo l'abbandono di Charlotte, corteggia Hildegard con la quale deve posare per una pubblicità. Jessica partorisce con l'aiuto di Annabelle con cui ha fatto amicizia. Ma dopo il parto ha un rifiuto per la figlia e chiede a Annabelle di liberarsene. Luna è trovata da Michael e Natascha, ai quali viene affidata. Per sbarazzarsi di Christoph, Xenia avvelena Tobias, il fidanzato di suo figlio e ne provoca un incidente in moto. Le analisi rivelano del veleno nel corpo di Tobias e la polizia sospetta subito di Christoph che non sopportava la relazione omosessuale del figlio. Ma visto che non ci sono prove contro di lui, Xenia escogita un altro piano: induce Robert a testimoniare il falso contro Christoph che sarà condannato a 10 anni di carcere. Christoph fiutata la trappola cerca di sedurre Xenia per farla confessare e arriverà a sposarla. Xenia è smascherata da Denise e da Joshua,  rapisce e poi cerca di uccidere l'ex marito e spara a Denise. Xenia tenta di uccidere Christoph nella serra, però lui fa ascoltare Eva al telefono così Xenia viene arrestata davanti a Boris viene portata in prigione poi progetta la fuga prendendo Annabelle in ostaggio in ospedale. Xenia rivela ad Annabelle che Christoph non è il suo vero padre. Annabelle uccide la madre. 
Christoph cerca di far separare Eva e Robert a tutti i costi, poi Robert scopre il tradimento di Eva e affoga il suo dolore nell’alcol.  Gli intrighi di Annabelle per eliminare Denise falliscono e dopo una serie di peripezie, Joshua e Denise trovano il loro lieto fine sposandosi e andando a vivere a Parigi, dove lei seguirà i lavori di restauro della cattedrale di Notre-Dame.

### Sedicesima stagione (3265-3515)
Dopo la partenza di Denise e Joshua per Parigi, i nuovi protagonisti diventano Franziska Krummbiegl, frutticoltrice e nuova cameriera ai piani del Fürstenhof, e Tim, figlio di Christoph e fratello gemello di Boris. Fin da subito i due si scoprono innamorati, ma le bugie di Tim per avere il terreno dove sorge il frutteto della famiglia di Franzi e l'arrivo dell'ex di lui, Nadja, sconvolgono tutto. Dopo una notte passata con Dirk Baumgartner, Nadja resta incinta e fa credere a Tim che il figlio sia suo, in questo modo riesce a sposarlo. Poi, per ottenere i soldi della sua famiglia, cerca di uccidere Dirk facendo ricadere la colpa su Tim. Tim allora chiede aiuto a Boris e i due si scambiano l'identità; in questo modo Tim potrà indagare e dimostrare la sua innocenza. Quando capisce che la colpevole è  Nadja, questa fugge nel bosco inseguita da Franzi e da Tim, ma inciampa e cade rovinosamente a terra, battendo la testa e morendo. Nel frattempo arriva al Fürstenhof il figlio di Dirk e Linda, Steffen, che si innamora a prima vista di Franzi. I due si mettono insieme e avviano un'azienda per produrre sidro di mele. Steffen però è geloso e attraverso vari intrighi tenta di separare ulteriormente Franzi e Tim, arrivando anche a drogare la fidanzata e a boicottare la loro stessa azienda, con l'aiuto di Amelie, nuovo amore temporaneo di Tim. Franzi, scoperto tutto lascia Steffen per tornare da Tim. Questo però sul finale di stagione viene rapito e sarà Franzi a salvarlo. Tim riceve una proposta di ingaggio come giocatore di polo in Inghilterra e insieme a Franzi si trasferisce lì per coronare il loro sogno d'amore. 
Al Fürstenhof compare nel frattempo Ariane, la nuova dark lady, che inizialmente finge di essere una benefattrice e riesce a fidanzarsi con Christoph , ma in realtà lo vuole solo distruggere per vendetta. Dopo avergli portato via tutto e averlo umiliato in tutti i modi, piazza un ordigno in hotel pe farlo saltare in aria con all'interno il suo acerrimo nemico, ma l'esplosione non avverrà, grazie all'intervento dei Saalfeld Ariane non si arrende e continua nei suoi intrighi. Christoph incontra Selina von Thalheim,  in passato amica di Ariane, con cui instaurerà una relazione.
I matrimoni di Michael e Robert sono al capolinea: Natascha lascia il dottore poco dopo che si è ripreso dalla depressione per la morte di Romy e la disintossicazione dall'abuso di farmaci; Eva, dopo aver partorito il bimbo di Christoph,Emilio, in una notte di tempesta con l'aiuto di Franzi e Tim, fugge da Robert perché pensa che lui non potrà mai sentirsi il padre del suo bambino. Paul supera la morte di sua moglie Romy anche grazie alla cognata Lucy, di cui si scoprirà innamorato, ricambiato, ma i due non riusciranno a vivere il loro amore. Paul scopre anche che Romy è stata avvelenata da Annabelle che alla fine sarà arrestata e processata. 
Al Fürstenhof farà ritorno Rosalie Engel, che riallaccerà i rapporti con Michael e sostituirà idealmente Natascha anche in hotel al pianobar e in seguito al caffè Liebling. Giungeranno poi anche Vanessa e Cornelia, entrambe innamorate di Robert; la prima inizierà con lui una storia senza importanza che non durerà molto, mentre la seconda riscoprirà il suo amore adolescenziale.

### Diciassettesima stagione (3516-3729)
Dopo le nozze di Franzi e Tim e il loro trasferimento in Inghilterra, i nuovi protagonisti sono Maja von Thalheim, figlia adottiva di Selina, e Florian Vogt, guardaboschi, fratello di Erik. La relazione tra i due è inizialmente ostacolata proprio da Erik, alleato con Ariane. Shirin Ceylan, ex migliore amica di Maja, si presenta in hotel decisa a chiederle perdono per averle mandato a monte le nozze (sorpresa a letto col futuro sposo). Le due amiche si riconciliano quando Cornelius, ex marito creduto defunto di Selina e padre di Maja, fa la sua comparsa al Fürstenhof - deciso ad ottenere la riabilitazione dopo la frode di cui era accusato - con la falsa identità di Lars Sternberg, nuovo barman. All'albergo in seguito giunge anche Max Richter, nipote di Michael, che intraprende una relazione con Vanessa. Christoph e Rosalie si candidano alla carica di consigliere regionale per il distretto di Bichleim e a finanziare la campagna elettorale di Rosalie è Ariane Kalenberg, che ovviamente approfitta dell'insolita alleanza per tentare di togliersi di torno Christoph. Rosalie viene eletta. Nel frattempo, però, Cristoph chiede a Selina di sposarlo all'estero, e lei accetta dopo aver scoperto che Maja le ha mentito: Cornelius è ancora vivo, e lui e Lars Sternberg sono in realtà la stessa persona! Maja è combattuta tra il suo amore per Florian e la lealtà verso il padre: Erik è stato coinvolto nella frode di cui è accusato Cornelius-Lars, e Florian è molto legato al fratello. Alla fine Selina perdona la figlia e il marito per averle mentito, Cornelius è riabilitato e si trasferisce in Inghilterra dove farà lo scrittore, mentre Florian e Maja potranno coronare il loro sogno d'amore.

### Diciottesima stagione (3730-3957)
Dopo il matrimonio e la partenza di Maja e Florian in California, i nuovi protagonisti sono Paul Lindbergh, in passato personal trainer al Fürstenhof e vedovo di Romy, e Josie Klee, la figlia di Yvonne. Lui torna dopo la fine dell'esperienza con lo studio di fisioterapia a Monaco e la fine della storia con Michelle, lei vuole fare uno stage di cucina sotto la guida di André Konopka. I due si incontrano proprio quando la buffa Josie, mentre cerca di raggiungere il Fürstenhof cade e perde gli occhiali, per lei è subito amore. Paul, alle prese con problemi economici e lontano dalla sua bambina Luna, che vive con la madre Jessica in Portogallo, viene aiutato dall'ex cognato Cristoph che lo assume come direttore amministrativo, e inizia una relazione con Constanze von Thalheim, avvocato, figlia di Selina e sorella di Maja. Josie vorrebbe conoscere suo padre, sul quale Yvonne non le ha rivelato nulla, e crede di averlo trovato in Erik Vogt. Si scoprirà che Erik non è il padre biologico, ma il legame che si è creato induce Erik ad adottare Josie, che sposerà Paul andando a vivere con lui a Lisbona, dove lui dirigerà un hotel e lei porterà il suo talento di creatrice di praline.

## Personaggi e interpreti
I personaggi sono i proprietari e i dipendenti dell'albergo dove si intrecciano le varie storie.

### Protagonisti
Prima stagione
- Laura Mahler Saalfeld (puntate 1-313/998-1001), interpretata da Henriette Richter-Röhl, doppiata da Valentina Favazza.
- Alexander Saalfeld Sonnbichler (puntate 1-313/385-387/500-505/1610-1628/1999-2002/2999-3001), interpretato da Gregory Brian Waldis, doppiato da Lorenzo Scattorin.

Seconda stagione
- Robert Saalfeld (puntate 1-520/998-1001/1099-1391/2656-2663/2789-2797/2858-4120/4133), interpretato da Lorenzo Patanè, doppiato da Renato Novara (puntate 1-1391) e da Giorgio Perno (puntate 2656-4120).
- Miriam von Heidenberg Saalfeld (deceduta) (puntate 189-520/739-742), interpretata da Inez Björg David, doppiata da Luisa Ziliotto.

Terza stagione
- Dott. Gregor Bergmeister alias Christian Deville (puntate 134-704/2393-2398), interpretato da Christof Arnold, doppiato da Alessandro Rigotti.
- Samia Obote Gruber Bergmeister (puntate 356-704), interpretata da Dominique Siassia, doppiata da Perla Liberatori.

Quarta stagione
- Felix Tarrasch Saalfeld (puntate 273-914/1022-1025/1754-1755), interpretato da Martin Gruber, doppiato da Stefano Brusa.
- Emma Strobl Saalfeld (puntate 590-914/1019-1025/1753-1755), interpretata da Ivanka Brekalo, doppiata da Anna Lana.

Quinta stagione
- Lukas Zastrow (puntate 897-1117), interpretato da Wolfgang Cerny, doppiato da Ruggero Andreozzi.
- Sandra Ostermeyer Zastrow (puntate 934-1117/3000), interpretata da Sarah Stork, doppiata da Vanessa Lonardelli.

Sesta stagione
- Eva Krendlinger Saalfeld (puntate 1087-1391/2791-2797/2886-3381), interpretata da Uta Kargel, doppiata da Chiara Francese.
- Robert Saalfeld (puntate 1-520/998-1001/1099-1391/2656-2663/2789-2797/2858-4120/4133), interpretato da Lorenzo Patané, doppiato da Renato Novara (puntate 1-1391) e da Giorgio Perno (puntata 2656-4120).

Settima stagione
- Theresa Burger alias Nina Westphal (puntate 1377-1600), interpretata da Ines Lutz, doppiata da Camilla Gallo.
- Moritz van Norden Saalfeld alias Peter Bach (puntate 1380-1600/3000-3001), interpretato da Moritz Tittel (puntate 1380-1407/1409/1466/1482) e da Daniel Fünffrock (puntate 1408-1600/3000-3001), doppiato da Luigi Rosa.
- Konstantin Riedmüller Saalfeld (puntate 1391-1814/2053/2304-2307/3000-3002), interpretato da Moritz Tittel, doppiato da Luigi Rosa.

Ottava stagione
- Konstantin Riedmüller Saalfeld (puntate 1391-1814/2053/2304-2307/3000-3002), interpretato da Moritz Tittel, doppiato da Luigi Rosa.
- Marlene Schweitzer Riedmüller (puntate 1570-1814/3000-3002), interpretata da Lucy Scherer, doppiata da Luisa Ziliotto.

Nona stagione
- Leonard Stahl (puntate 1778-2066/2261-2265/2747-2753/3398-3413), interpretato da Christian Feist, doppiato da Paolo De Santis.
- Pauline Jentzsch Stahl (puntate 1781-2066/2075/2261-2265/2747-2753/3398-3413), interpretata da Liza Tzschirner, doppiata da Patrizia Mottola.

Decima stagione
- Julia Wegener Stahl alias Sophie Stahl (puntate 2053-2265/2382/2384), interpretata da Jennifer Newrkla, doppiata da Katia Sorrentino.
- Niklas Stahl (puntate 2062-2265), interpretato da Jan Hartmann, doppiato da Lorenzo Scattorin.

Undicesima stagione
- Sebastian Wegener (puntate 2053-2502), interpretato da Kai Albrecht, doppiato da Fabrizio Odetto.
- Luisa Reisiger Wegener (puntate 2248-2502), interpretata da Magdalena Steinlein, doppiata da Beatrice Caggiula.

Dodicesima stagione
- Clara Morgenstern Lechner (puntate 2473-2693/2901-2903), interpretata da Jeannine Michèle Wacker, doppiata da Stefania Rusconi.
- Adrian Lechner (puntate 2487-2693), interpretato da Max Alberti, doppiato da Diego Baldoin.

Tredicesima stagione
- William Newcombe Saalfeld (puntate 2577-2812/2842-2857/3000), interpretato da Alexander Milz, doppiato da Renato Novara.
- Eleonore "Ella" Kessler (puntate 2677-2812), interpretata da Victoria Reich, doppiata da Vanessa Lonardelli.
- Rebecca "Becky" Herz (puntate 2682-2812), interpretata da Julia Alice Ludwig, doppiata da Elena Bedino.

Quattordicesima stagione
- Dott.ssa Alicia Lindbergh (puntate 2745-3019/3102-3107), interpretata da Larissa Marolt, doppiata da Elisa Contestabile.
- Viktor Saalfeld (puntate 2761-3019/3102-3107/3118/3261-3264), interpretato da Sebastian Fischer, doppiato da Davide Albano.

Quindicesima stagione
- Joshua Winter Saalfeld (puntate 2994-3264), interpretato da Julian Schneider, doppiato da Paolo Carenzo.
- Denise Saalfeld Winter (puntate 3005-3264), interpretata da Helen Barke, doppiata da Marta De Lorenzis.

Sedicesima stagione
- Franziska "Franzi" Krummbiegl Saalfeld (puntate 3223-3515), interpretata da Léa Wegmann, doppiata da Federica Simonelli.
- Tim Degen Saalfeld (puntate 3225-3227/3234/3260-3515), interpretato da Florian Frowein, doppiato da Alessandro Germano.

Diciassettesima stagione
- Maja von Thalheim Vogt (puntate 3491-3729/3949-3952), interpretata da Christina Arends, doppiata da Elisa Giorgio.
- Florian Vogt (puntate 3491-3729/3949-3952/4027-4038), interpretato da Arne Löber, doppiato da Andrea Oldani.

Diciottesima stagione
- Paul Lindbergh Klee (puntate 2824-3460/3713-3957), interpretato da Sandro Kirtzel, doppiato da Davide Farronato.
- Josephine "Josie" Klee (puntate 3712-3957/4018-4020/4185-4188/4201), interpretata da Lena Conzendorf, doppiata da Vanessa Lonardelli.

Diciannovesima stagione
- Eleni Schwarzbach Saalfeld (puntate 3910-4151), interpretata da Dorothée Neff, doppiata da Tiziana Martello.
- Peter "Leander" Saalfeld (puntate 3949-4151), interpretato da Marcel Zuschlag, doppiato da Roberto Lodola.

Ventesima stagione
- Philipp Brandes Alves (puntata 4140-4332), interpretato da Robin Schick, doppiato da Jacopo Calatroni.
- Ana Alves (puntata 4143-4332), interpretata da Soluna-Delta Kokol, doppiata da Federica Simonelli.
- Dott. Vincent Ritter (puntata 4152-in corso), interpretato da Martin Walde, doppiato da Federico Viola.

Ventunesima stagione
- Maxi  Saalfeld  sydow (puntata 4267 4488 ), interpretata da Katharina Scheuba.
- Henry Sydow (puntata 4326- ), 4488 interpretato da Elias Reichert.

Ventiduesima stagione
- Fanny Schätzl (puntata 4346-in corso), interpretata da Johanna Graen.
- Kilian Rudloff (puntata 4474 in corso), interpretato da Anthony Paul.

### Personaggi principali
Personaggi attuali
- Werner Konopka Saalfeld (puntata 1-in corso), interpretato da Dirk Galuba, doppiato da Massimiliano Lotti.
- Alfons Sonnbichler (puntata 1-in corso), interpretato da Sepp Schauer, doppiato da Augusto Di Bono (puntate 1-3270/3361-3611) e da Danilo Bruni (puntate 3271-3360/3612-in corso).
- Hildegard Hansen Sonnbichler (puntata 1-in corso), interpretata da Antje Hagen, doppiata da Rosalba Bongiovanni.
- Dott. Michael Niederbühl (puntata 884-in corso), interpretato da Erich Altenkopf, doppiato da Andrea Zalone.
- Christoph Saalfeld (puntata 2729-in corso), interpretato da Dieter Bach, doppiato da Donato Sbodio.
- Erik Vogt Klee (puntata 3493-in corso), interpretato da Sven Waasner, doppiato da Roberto Accornero.
- Yvonne Klee (puntata 3753-in corso), interpretata da Tanja Lanäus, doppiata da Elena Canone.
- Alexandra Bamberger Schwarzbach (puntata 3877-in corso), interpretata da Daniela Kiefer, doppiata da Patrizia Mottola.
- Markus Schwarzbach (puntata 3890-in corso), interpretata da Timo Ben Schöfer, doppiato da Francesco Rizzi.
- Greta Bergmann (puntata 4013-in corso), interpretata da Laura Osswald, doppiata da Valentina Pallavicino.
- Lale Ceylan (puntate 4019-4025/4068-in corso), interpretata da Yeliz Simsek, doppiata da Chiara Francese.
- Katja Saalfeld (puntata 4138-in corso), interpretata da Isabell Stern, doppiata da Anna Radici.
- Miro Falk (puntata 4295-in corso), interpretato da Pablo Sprungala.
- Sophia Sydow  nata Wagner  (puntata 4338-in corso), interpretata da Krista Birkner.
- Dott. Yannik Rudloff (puntata 4369-in corso), interpretato da Jo Weil.
- Larissa Mahnke (puntata 4371-in corso), interpretata da Vivien Wulf.

Prima stagione
- Corinna "Cora" Franke (puntate 1-110), interpretata da Claudia Wenzel, doppiata da Cristina Giolitti.
- Katharina Klinker-Emden (puntate 4-194), interpretata da Simone Heher, doppiata da Anna Lana.
- Viola Liebertz Hochleitner (puntate 107-184/283-298/1038-1043/1251-1262/1550-1560), interpretata da Wookie Mayer, doppiata da Germana Pasquero (stagioni 1-6) e da Cristina Giolitti (stagione 7).

Seconda stagione
- Mike Dreschke (deceduto) (puntate 1-101/219-371), interpretato da Florian Böhm, doppiato da Luca Ghignone.
- Lars Hoffmann (deceduto) (puntate 69-155/312-372), interpretato da Wayne Carpendale, doppiato da Paolo De Santis.
- Nora Dammann (puntate 336-471), interpretata da Mirja Mahir, doppiata da Cristina Giolitti.

Terza stagione
- Vera Roth (puntate 425-580), interpretata da Isabelle von Siebenthal, doppiata da Monica Pariante.
- Leonie Preisinger (puntate 455-602), interpretata da Anna Angelina Wolfers, doppiata da Camilla Gallo.
- Marc Kohlweyer (puntate 517-602), interpretato da Wayne Carpendale, doppiato da Paolo De Santis.
- Fiona Marquardt (deceduta) (puntate 477-676), interpretata da Caroline Beil, doppiata da Olivia Manescalchi.
- Elisabeth Saalfeld Gruber (deceduta) (puntate 156-451/663-698), interpretata da Susanne Huber, doppiata da Esther Ruggiero.
- Jana Schneider (puntate 572-703), interpretata da Jessica Boehrs, doppiata da Sonia Mazza.

Quarta stagione
- Viktoria Tarrasch (puntate 329-848/912-914), interpretata da Susan Hoecke, doppiata da Angela Brusa.
- Johann Gruber (puntate 247-602/675-711/813-866/906-914), interpretato da Michael Zittel, doppiato da Cesare Rasini.
- Dott.ssa Evelyn Konopka (puntate 707-866), interpretata da Heike Trinker, doppiata da Germana Pasquero.

Quinta stagione
- Franziska "Fanny" Schönbauer (puntate 866-934), interpretata da Lila Nil Gürmen, doppiata da Patrizia Scianca.
- Annika Bruckner (deceduta) (puntate 872-934), interpretata da Ute Katharina Kampowsky, doppiata da Olivia Manescalchi.
- Helen Marinelli (puntate 169-313/938-980/1193-1205), interpretata da Miriam Krause, doppiata da Valentina Pollani.
- Marie Sonnbichler Bruckner (puntate 3-155/184-289/713-1021/1581-1592/1743-1749), interpretata da Isabella Jantz (puntate 3-155/184-289) e da Annabelle Leip (puntate 713-1021/1581-1592/1743-1749), doppiata da Patrizia Mottola.
- Hendrik Bruckner (puntate 869-1021/1587-1592/1743-1749), interpretato da Golo Euler, doppiato da Luca Ghignone.
- Cosima Zastrow Saalfeld (deceduta) (puntate 894-1112), interpretata da Gabrielle Scharnitzky, doppiata da Cristina Giolitti.

Sesta stagione
- Simon Konopka (puntate 485-1190/2076-2081), interpretato da René Oltmanns, doppiato da Gabriele Marchingiglio.
- Benedikt "Ben" Sponheim (puntate 504-1193), interpretato da Johannes Hauer, doppiato da Federico Zanandrea.
- Katja Heinemann alias Kai Krone (puntate 991-1078/1167-1193), interpretata da Eva-Maria May, doppiata da Francesca Teresi.
- Götz Zastrow (deceduto) (puntate 1054-1296), interpretato da Andreas Borcherding, doppiato da Gianni Gaude.
- Markus Zastrow (puntate 1212-1372), interpretato da Tobias Dürr, doppiato da Maurizio Merluzzo.
- Lena Zastrow (puntate 1114-1117/1156-1387), interpretata da Johanna Bönninghaus, doppiata da Giorgia Seren Gay.

Settima stagione
- Jacob Krendlinger (puntate 1082-1088/1119-1396), interpretato da Andreas Thiele, doppiato da Osmar Santucho.
- Sibylle von Liechtenberg (puntate 1301-1420), interpretata da Julia Mitrici, doppiata da Tiziana Martello.
- Brigitte "Gitti" König (puntate 1364-1496), interpretata da Kathleen Fiedler, doppiata da Valentina Pollani.
- Tanja Liebertz (puntate 1-529/957-1599), interpretata da Judith Hildebrandt, doppiata da Beatrice Caggiula.

Ottava stagione
- Elena Majoré (puntate 1398-1635), interpretata da Lili Gesler, doppiata da Elena Canone.
- Mandy Meier (puntate 1562-1728), interpretata da Lara Mandoki, doppiata da Anna Lana.
- Xaver Steindle (puntate 12-471/516-519/761-835/1291-1765/1984-1987/2364-2367), interpretato da Jan van Weyde, doppiato da Oliviero Cappellini.
- Kira König Steindle (puntate 1610-1765), interpretata da Mareike Lindenmeyer, doppiata da Francesca Bielli.
- Julius König (deceduto) (puntate 1399-1773/1787), interpretato da Michele Oliveri, doppiato da Donato Sbodio.
- Doris van Norden alias Dolores Nero (puntate 1366-1794), interpretata da Simone Ritscher, doppiata da Germana Pasquero.

Nona stagione
- Barbara von Heidenberg alias Sylvia Wielander, Consuela Morales-Diaz (deceduta) (puntate 165-476/721-883/1090-1384/1848-1902), interpretata da Nicola Tiggeler, doppiata da Anna Radici.
- Martin Windgassen (puntate 1599-2053/2063-2066), interpretato da David Paryla, doppiato da Diego Baldoin.

Decima stagione
- Sabrina Görres Heinemann (deceduta) (puntate 1619-2070/2118/2128-2132), interpretata da Sarah Elena Timpe, doppiata da Deborah Morese.
- Cornelia "Coco" Conradi (puntate 1781-2110), interpretata da Mirjam Heimann, doppiata da Elena Canone.
- Jonas Dammann (puntate 232-244/287-292/445-453/2014-2069/2095-2238), interpretato da Marian Lösch (stagioni 1-2) e da Sebastian Fritz (stagioni 9-10), doppiato da Davide Garbolino (stagioni 1-2) e da Christian La Rosa (stagioni 9-10).
- Patrizia Dietrich Stahl (deceduta) (puntate 1796-2264), interpretata da Nadine Warmuth, doppiata da Angela Brusa.

Undicesima stagione
- Penelope "Poppy" Schweitzer Saalfeld (deceduta) (puntate 2091-2412/2428/3000), interpretata da Birte Wentzek, doppiata da Martina Felli.
- Norman Kowald Heinemann (puntate 2215-2470), interpretato da Yannik Meyer (puntate 2215-2246) e da Niklas Löffler (puntate 2247-2470), doppiato da Federico Viola.

Tredicesima stagione
- David Hofer (deceduto) (puntate 2267-2705), interpretato da Michael Kühl, doppiato da Andrea Oldani.
- Oskar Reiter (puntate 2509-2726), interpretato da Philip Butz, doppiato da Paolo Carenzo.
- Friedrich Stahl (deceduto) (puntate 1784-2751/2765), interpretato da Dietrich Adam, doppiato da Oliviero Corbetta.

Quattordicesima stagione
- Beatrice Hofer Stahl (deceduta) (puntate 2239-2819/2826-2828/2839/2841), interpretata da Isabella Hübner, doppiata da Germana Pasquero.
- Susan Newcombe alias Joanne Lechner (puntate 2577-2579/2587-2594/2660-2855), interpretata da Marion Mitterhammer, doppiata da Anna Radici.
- Charlotte Saalfeld (puntate 1-150/295-381/560-712/857-2857/2917-2921), interpretata da Mona Seefried, doppiata da Stefania Patruno (puntate 1-104) e da Flavia Fantozzi (puntate 105-2921).
- Nils Heinemann (puntate 726-2937/3186-3189), interpretato da Florian Stadler, doppiato da Andrea Beltramo.
- Desirée Bramigk Heinemann (puntate 2492-2748/2885-2897/2915-2937/3186-3189), interpretata da Louisa von Spies, doppiata da Camilla Gallo.
- Goran Kalkbrenner (puntate 1755-2006/2924-2961), interpretato da Saša Kekez, doppiato da Davide Albano (puntate 1755-2006) e da Federico Zanandrea (puntate 2924-2961).
- Melanie "Melli" Morgenstern Sonnbichler (puntate 2476-2969), interpretata da Bojana Golenac, doppiata da Sonia Mazza.

Quindicesima stagione
- Xenia Saalfeld (deceduta) (puntate 2856-3106/3115/3118), interpretata da Elke Winkens, doppiata da Esther Ruggiero.
- Boris Saalfeld (puntate 2727-3110/3118/3148-3150/3226-3231/3252/3257-3268/3347-3349/3512-3515), interpretato da Florian Frowein, doppiato da Alessandro Germano.
- Tobias Ehrlinger Saalfeld (puntate 2945-3110/3225-3231/3512-3515), interpretato da Max Beier, doppiato da Mattia Bressan.
- Tina Kessler (puntate 1763-3188/3806-3819), interpretata da Christin Balogh, doppiata da Alice Bertocchi.
- Romy Ehrlinger Lindbergh (deceduta) (puntate 2816-3230/3246/3324/3328/3330), interpretata da Désirée von Delft, doppiata da Martina Tamburello.

Sedicesima stagione
- Fabien Liebertz Niederbühl (puntate 971-980/1528-1599/2544-3284/3338-3342/3392-3401), interpretato da Fabien Gödecke (puntate 971-980), da Lino e Leon de Greiff (puntate 1528-1599) e da Lukas Schmidt (puntate 2544-3284/3338-3343/3392-3401), doppiato da Eleonora Gusmano (stagioni 5-7) e da Tommaso Zalone (puntate 2544-3284/3338-3342/3392-3401).
- Jessica Bronckhorst Achleitner (puntate 2817-3303), interpretata da Isabell Ege, doppiata da Elena Canone.
- Dott. Henry Achleitner (puntate 3111-3303), interpretato da Patrick Dollmann, doppiato da Matteo De Mojana.
- Annabelle Saalfeld Sullivan (puntate 3005-3339), interpretata da Jenny Löffler, doppiata da Patrizia Mottola.
- Nadja Holler (deceduta) (puntate 3288-3375), interpretata da Anna Lena Class, doppiata da Camilla Gallo.
- Natascha Schweitzer (puntate 1586-3390), interpretata da Melanie Wiegmann, doppiata da Cristina Giolitti.
- Dirk Baumgartner (puntate 3297-3431), interpretato da Markus Pfeiffer, doppiato da Fabrizio Odetto.
- Bela Moser (puntate 3155-3202/3269-3442), interpretato da Franz-Xaver Zeller, doppiato da Luca Ghignone.
- Linda Saalfeld Baumgartner (puntate 3233-3446), interpretata da Julia Grimpe, doppiata da Anna Radici.
- Steffen Baumgartner (puntate 3345-3485), interpretato da Christopher Reinhardt, doppiato da Andrea Beltramo.

Diciassettesima stagione
- Amelie Limbach (puntate 3400-3540), interpretata da Julia Gruber, doppiata da Vanessa Lonardelli.
- Lucy Ehrlinger (puntate 3190-3563), interpretata da Jennifer Siemann, doppiata da Ilaria Silvestri.
- Cornelius von Thalheim alias Lars Sternberg (puntate 3554-3651/3721-3724/3746-3749), interpretato da Christoph Mory, doppiato da Claudio Moneta.
- Johannes "Hannes" Fröhlich (puntate 3626-3714), interpretato da Pablo Konrad, doppiato da Renato Novara.

Diciottessima stagione
- Selina von Thalheim (puntate 3451-3749), interpretata da Katja Rosin, doppiata da Sonia Mazza.
- Cornelia "Lia" Gschwend Holle (puntate 3428-3811), interpretata da Deborah Müller, doppiata da Luisa Ziliotto.
- Ariane Mayer Kalenberg (puntate 3350-3856), interpretata da Viola Wedekind, doppiata da Alessandra Eleonori.
- Rosalie Engel (puntate 703-1034/1081-1350/1429-1556/1681-1688/2055-2095/2271-2282/2324-2335/3429-3857), interpretata da Natalie Alison, doppiata da Monica Bonetto (puntate 703-2335) e da Beatrice Caggiula (puntate 3429-3857).
- Henning von Thalheim (puntate 3728-3890), interpretato da Matthias Zera, doppiato da Mirko Rosella.
- Constanze von Thalheim (puntate 3679-3899), interpretata da Sophia Schiller, doppiata da Annalisa Longo.
- Leon Thormann (puntate 3864-3954), interpretato da Carl Bruchhäuser, doppiato da Mattia Bressan.

Diciannovesima stagione
- André Konopka (puntate 513-4022), interpretato da Joachim Lätsch, doppiato da Riccardo Lombardo[2].
- Shirin Ceylan (puntate 3543-4025/4061/4313-4324), interpretata da Merve Çakır, doppiata da Anna Charlotte Barbera.
- Gerald "Gerry" Richter Ceylan (puntate 3656-4025/4043/4048/4184-4188/4199), interpretato da Johannes Huth, doppiato da Simone Ricci.
- Vanessa Sonnbichler (puntate 3369-4069), interpretata da Jeannine Gaspár, doppiata da Elena Bedino (puntate 3369-3610) e da Martina Tamburello (puntate 3611-4069).
- Carolin Lamprecht (puntate 3814-4069), interpretata da Katrin Anne Heß, doppiata da Valentina Pollani.
- Maximilian "Max" Richter (puntate 3501-4089/4146-4148), interpretato da Stefan Hartmann, doppiato da Paolo Malgioglio.
- Valentina Saalfeld (puntate 1118-1391/2857-3284/3334-3337/3390-3395/3464-3470/3917-4107/4247-4256), interpretata da Maja Gauss (stagione 6), da Paulina Hobratschk (stagioni 14-16) e da Aylin Ravanyar (puntate 3917-4107/4247-4256), doppiata da Erica Laiolo.

Ventesima stagione
- Julian Specht (puntate 4046-4168), interpretato da Tim Borys, doppiato da Andrea Moretti.
- Noah Schwarzbach (puntate 3953-4172), interpretato da Christopher Jan Busse, doppiato da Jonathan Cassano.
- Helene Richter (puntate 3862-4254), interpretata da Sabine Werner, doppiata da Germana Pasquero.
- Tom Dammann (puntate 4186-4256), interpretato da Milan Marcus, doppiato da Alessandro Germano.
- Theodor "Theo" Licht (deceduto) (puntate 4082-4318/4322/4327/4331/4334/4337/4342-4343/4352/4363), interpretato da Lukas Leibe, doppiato da Andrea Beltramo.
- Nicole Alves (puntate 4062-4333), interpretata da Dionne Wudu, doppiata da Laura Facchin[3].

Ventunesima stagione
- Luis Sommer (puntate 4277-4341), interpretato da Michael Baral.

## Ambientazione

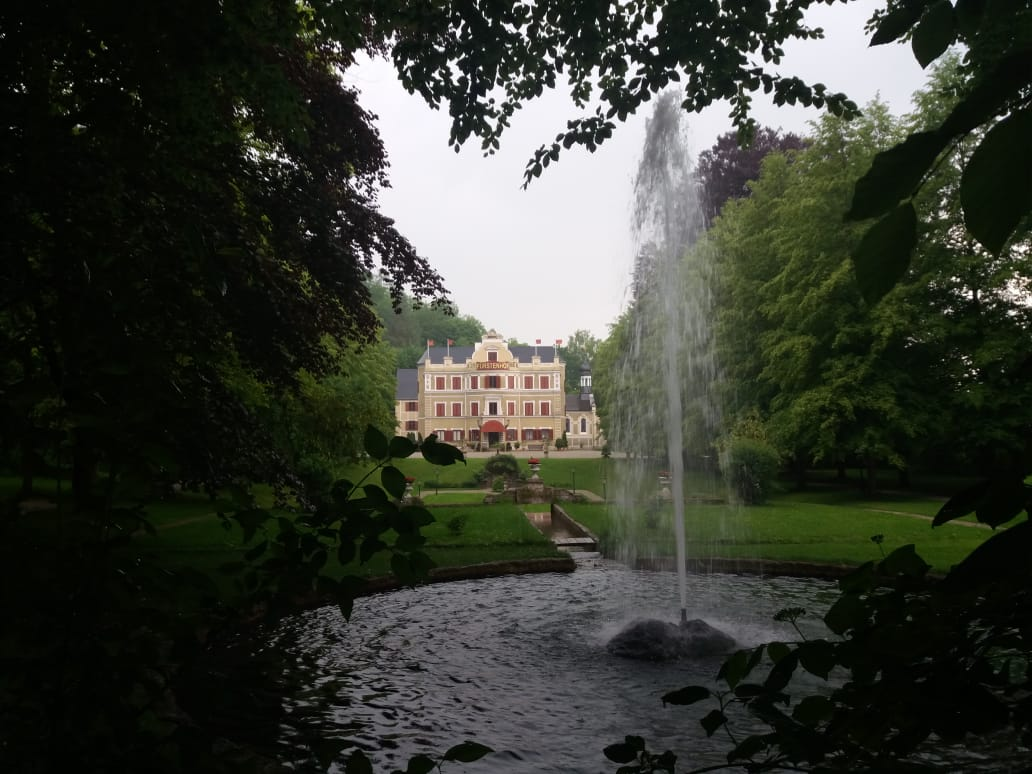
Il castello di Vagener (2018)

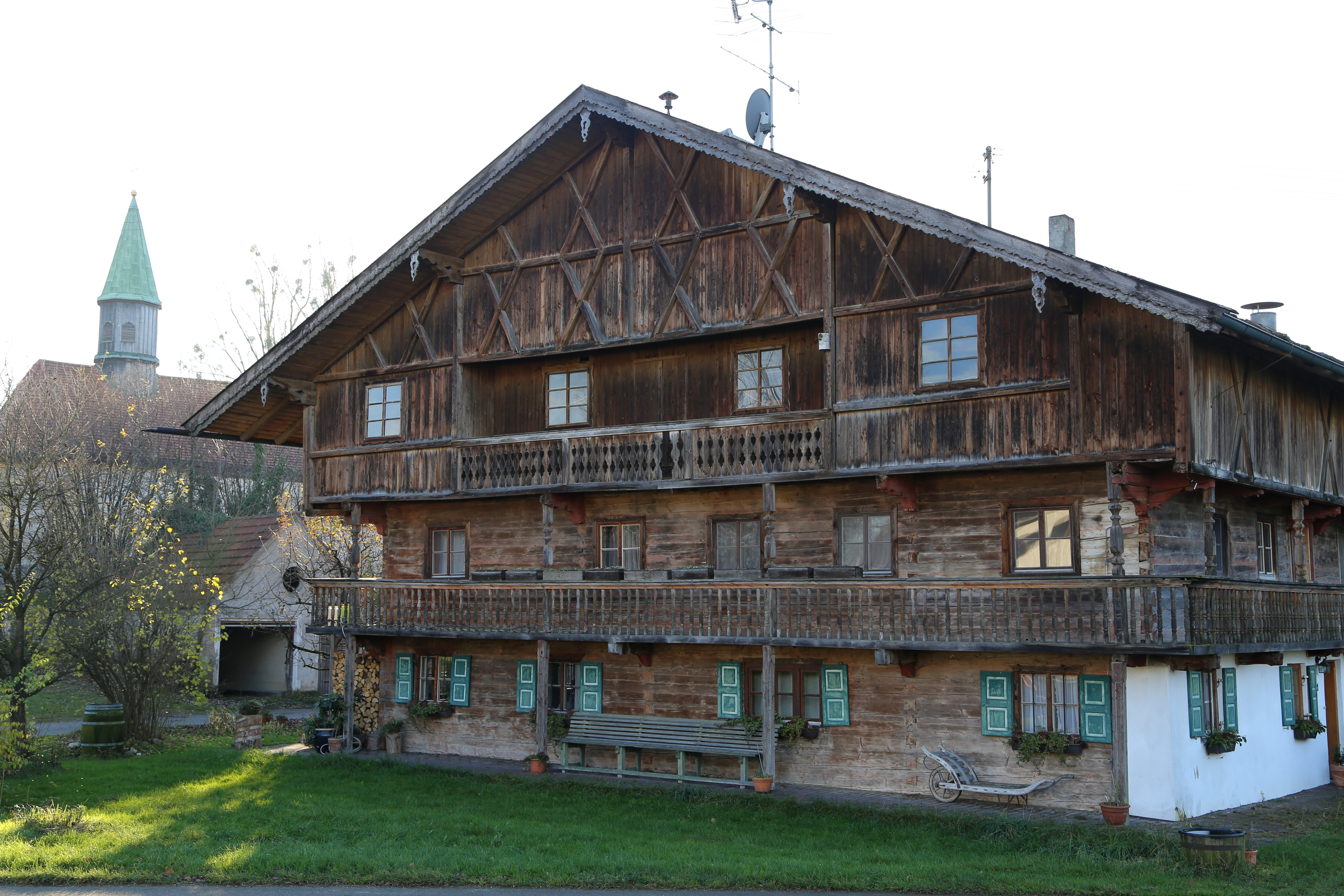
Il monumento a Geilertshausen utilizzato come residenza degli Sonnbichler (2014)

Il Fürstenhof è il fittizio albergo dove si intrecciano le storie dei protagonisti. È ambientata in un lussuoso hotel a 5 stelle nel paesino immaginario di Bichelheim, vicino a Bad Tölz; il Fürstenhof, in realtà è un castello privato situato nel paesino di Vagen, frazione di Feldkirchen-Westerham. Dalla settima stagione le vicende si svolgono anche al Birrificio Burger. Dalla sedicesima stagione al Cafe Liebling.

## Edizione italiana

### Trasmissione
In Italia Tempesta d'amore era trasmessa su Canale 5 a partire dal 5 giugno 2006. Visti gli ottimi risultati d'ascolto della soap trainata da Beautiful e CentoVetrine, Canale 5 decide di tenerla in programmazione anche dopo il ritorno di Uomini e donne, cambiandole spesso orari di messa in onda, ma sempre con ottimi risultati. Il 2 luglio 2007 viene spostata su Rete 4, dove subisce molti cambiamenti all'interno del palinsesto. Nonostante questo gli ascolti restano alti.
Le ultime puntate della prima stagione trasmesse in prima serata hanno fatto registrare 3,2 milioni di spettatori con picchi vicini ai 4 milioni, un ottimo risultato per Rete 4. Con il passare degli anni Tempesta d'amore superava ogni giorno il milione e mezzo di telespettatori e il 7,5% di share. Nonostante il fisiologico calo d'ascolti, la soap è ancora uno dei programmi di punta di Rete 4 che, data la fidelizzazione ottenuta nel corso degli anni, la trasmette tutti i giorni nel preserale. A partire dal 2023 la soap inizia ad accusare un calo di ascolti, arrivando spesso a dati che si aggirano attorno al 2,5% di share. Dall'11 marzo 2024, con il nuovo palinsesto, Rete 4 trasmette le puntate della soap al mattino nella loro durata integrale, con gli ascolti che arrivano a toccare il 7% di share.
Dal gennaio 2011 erano trasmesse le repliche delle stagioni precedenti, in fascia oraria mattutina sull'emittente La5. La soap opera è stata precedentemente replicata anche dal canale Mya.
La produzione della soap, per ringraziare i telespettatori italiani, ha ambientato tre puntate della sesta stagione in Italia, precisamente a Verona, producendole insieme a Mediaset.

### Doppiaggio
L'edizione italiana è curata da Sandro Fedele e da Titti Mastrocinque per Mediaset. Il doppiaggio viene eseguito a San Giusto Canavese (TO) presso Videodelta. Inoltre, quattro doppiatori della soap, Renato Novara, Beatrice Caggiula, Martina Tamburello e Davide Farronato hanno fatto un'apparizione in una puntata.

## Edizioni home video
La prima stagione è stata raccolta in DVD, suddivisa in 20 volumi. La seconda e la terza stagione sono state raccolte in due volumi tutte e due, sotto forma di libro, in cui ogni pagina contiene due DVD. La quarta stagione è stata raccolta in un altro box da 13 dischi. La quinta e la sesta stagione sono state invece riassunte in 18 puntate (di 100 minuti l'una), e suddivise successivamente in 9 DVD. La settima stagione è disponibile in versione integrale in 9 DVD. L'ottava è stata invece distribuita sul mercato originale home video dal 17 luglio 2014 e contiene 6 puntate riassunte, da 100 minuti, in soli due DVD. Infine, Fivestore ha riassunto la soap in 4 puntate da 120 minuti, e le ha racchiuse in 3 DVD.

## Riconoscimenti
- 2007 – Premio Napoli Cultural Classic[12]
  - Lorenzo Patanè come Robert Saalfeld
- 2007 – Rauchfrei-Siegel[13]
  - Per la responsabilità dei personaggi non fumatori
- 2008 – Premio Napoli Cultural Classic[14]
  - Susan Hoecke e Martin Gruber come Viktoria e Felix Tarrasch
- 2009 – Fan-Award (da 50.000 voti) al Gelände di Bavaria Film[15]
  - Sepp Schauer
- 2010 – Deutscher Fernsehpreis
  - Miglior serie quotidiana
- 2011 – German Soap Award
  - Candidatura alla miglior attrice a Antje Hagen e Mona Seefried
  - Candidatura al miglior attore a Dirk Galuba, Sepp Schauer
  - Candidatura alla miglior coppia a Lorenzo Patanè e Uta Kargel
  - Candidatura alla miglior antagonista a Nicola Tiggeler
  - Candidatura al miglior giovane attore a Andreas Thiele
  - Candidatura alla miglior donna più affascinante a Natalie Alison
  - Candidatura al miglior uomo più affascinante a Erich Altenkopf
- 2012 – German Soap Award
  - Miglior attrice a Lucy Scherer
  - Candidatura alla miglior attrice a Antje Hagen
  - Candidatura al miglior attore a Dirk Galuba e Erich Altenkopf
  - Candidatura alla miglior coppia a Daniel Fünffrock e Ines Lutz
  - Candidatura alla miglior antagonista a Simone Ritscher
  - Candidatura al miglior giovane attore a Moritz Tittel
  - Candidatura alla miglior donna più affascinante a Judith Hildebrandt e Lili Gesler
  - Candidatura al miglior uomo più affascinante a Florian Stadler e Moritz Tittel
- 2013 – European Soap Award
  - Miglior serie straniera
- 2014 – European Soap Award
  - Premio speciale social
- 2019 – Filmförderung Hamburg Schleswig-Holstein[16]
  - Grüner Drehpass per le misure di produzione ecologiche e sostenibili